# Chris Sørensen
Chris Sørensen (ur. 27 lipca 1977 w Randers) – duński piłkarz występujący na pozycji obrońcy. Zawodnik klubu Randers FC.

## Kariera klubowa
Sørensen zawodową karierę rozpoczynał w 1997 roku w klubie Randers Freja z 2. division. W 1999 roku awansował z zespołem do 1. division. W 2002 roku odszedł do drużyny Vejle BK, także występującej w 1. division. Spędził tam 1,5 roku.
Na początku 2004 roku Sørensen podpisał kontrakt Odense BK z Superligaen. W tych rozgrywkach zadebiutował 14 marca 2004 roku w wygranym 4:0 pojedynku z FC Midtjylland. 7 listopada 2004 roku w wygranym 7:1 spotkaniu z FC Nordsjælland strzelił pierwszego gola w Superligaen. W 2007 roku zdobył z zespołem Puchar Danii. Z kolei w 2009 roku oraz w 2010 roku wywalczył z nim wicemistrzostwo Danii.
W 2012 roku przeszedł do Randers FC.

## Kariera reprezentacyjna
W reprezentacji Danii Sørensen zadebiutował 17 października 2007 roku w wygranym 3:1 meczu eliminacji Mistrzostw Europy 2008 z Łotwą.